# Mariusz Kiljan
Mariusz Kiljan (ur. 4 marca 1970 w Dębicy) – polski aktor teatralny, telewizyjny i filmowy, pieśniarz.

## Życiorys
Pierwsze kroki na scenie stawiał w Domu Kultury „Śnieżka” w Dębicy. Po ukończeniu Państwowej Wyższej Szkoły Teatralnej w Krakowie – Filia we Wrocławiu, występował w produkowanym we Wrocławiu programie TVP2 Truskawkowe studio, a w 1994 roku związał się z wrocławskim Teatrem Polskim, gdzie jeszcze podczas studiów debiutował rolą Józka w spektaklu Tadeusza Różewicza Pułapka. Niezwykle dynamiczny na scenie, grał potem zazwyczaj bohaterów nerwowych lub po przejściach, m.in. w przedstawieniu Nasz człowiek (1998), musicalu Przygody Tomka Sawyera (1998) czy Mizantrop (2003) Moliera. Występował także w teatrach wrocławskich: Muzycznym Capitol (1994, 2002–2003), K2 (1995), 12 (1998), Komedia (2006) i Teatrze na Woli w Warszawie (2005). Od roku 2010 juror Festiwalu Piosenki Angielskiej w Brzegu.
Za swoją własną wersję piosenki Stinga pt. „Księżyc nad Burbon Street” otrzymał nagrodę Grand Prix na XV Przeglądzie Piosenki Aktorskiej we Wrocławiu. W spektaklu Słyszę czasem kroki śpiewał piosenki grupy The Police, wykorzystując też fragment dramatyczny Samuela Becketta.
Debiutował w dwóch filmach Jana Jakuba Kolskiego – Jańcio Wodnik (1993) i Cudowne miejsca (1994). Na małym ekranie występował potem gościnnie w serialach (M jak miłość, Na dobre i na złe) i sitcomach (Lokatorzy, Świat według Kiepskich) oraz teleturnieju dla młodzieży TVP3 Budujemy mosty w roli starosty baśniowej krainy i programie z gatunku „docu-crime” Biuro kryminalne (2005).

## Nagrody

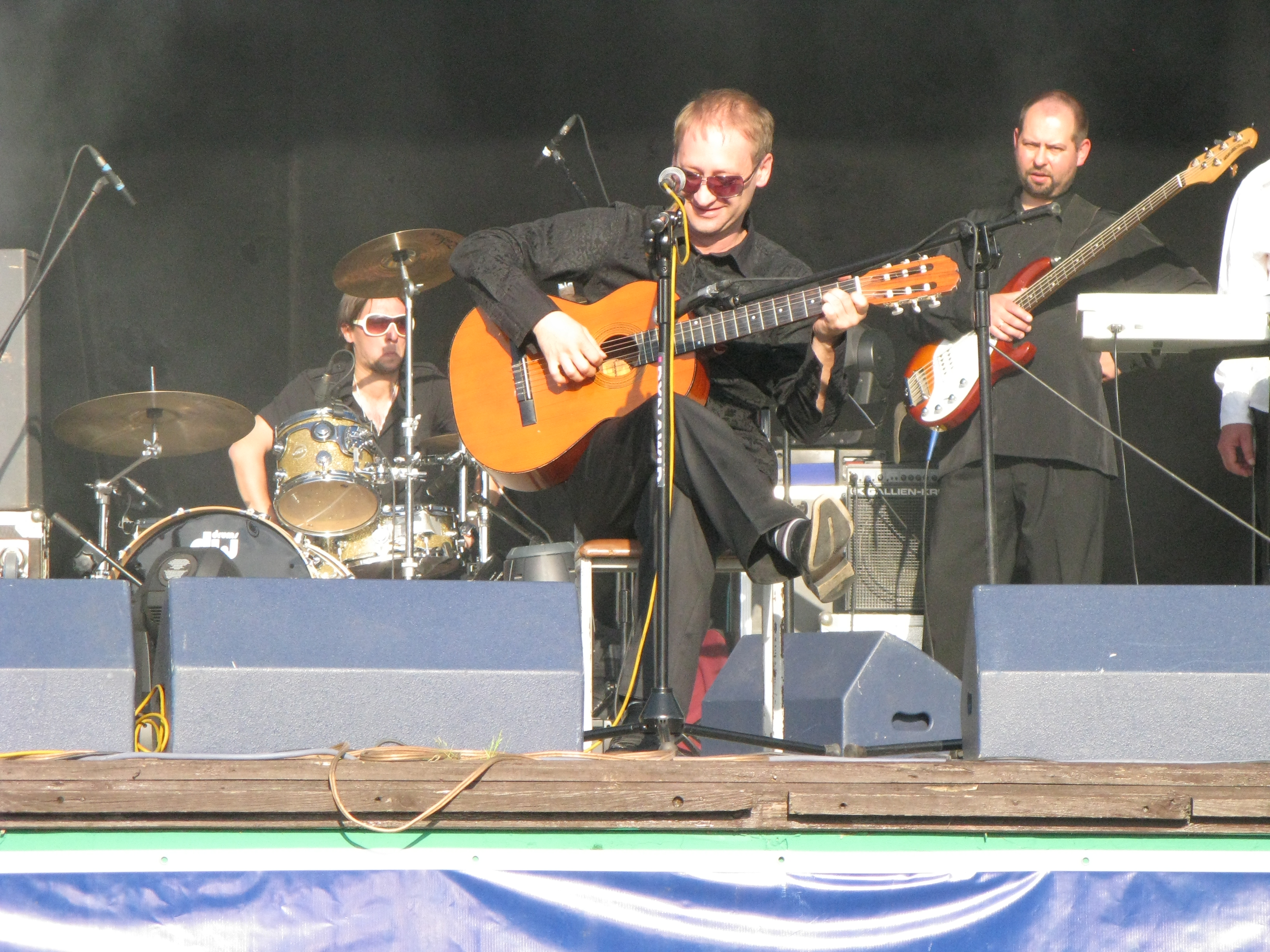
Mariusz Kiljan w czasie występu estradowego

- 2001 – II nagroda na XVIII Ogólnopolskim Festiwalu Piosenki Francuskiej w Lubinie za wykonanie piosenki pt. „Piosenka wiecznych kochanków” Jacques’a Brela (21 października)
- 1994 – Wyróżnienie za rolę Lengluma w „Zbrodni przy ulicy Lourrino” na XII Ogólnopolskim Przeglądzie Spektakli Dyplomowych Szkół Teatralnych w Łodzi
- 1994 – I nagroda w konkursie i nagroda dziennikarzy na XV Przeglądzie Piosenki Aktorskiej we Wrocławiu za wykonanie własnej wersji piosenki Stinga pt. „Księżyc nad Burbon Street”

## Odznaczenia
- 2002 – Odznaka „Zasłużony Działacz Kultury”
- 2010 – Srebrny Krzyż Zasługi[4]

## Filmografia
- 2023: 1670 jako ksiądz Żmija z Sandomierza (odc. 8)
- od 2022: Swaci jako Jerzy Kwiatkowski, dziadek Mai, ojciec Mateusza
- 2022:  Gang Zielonej Rękawiczki jako Marceli (odc. 1, 3)
- 2022: Kowalscy kontra Kowalscy jako Irek (odc. 23, 24)
- 2014: Komisarz Alex (serial TV) jako Eryk Skórka, sprzedawca tradycyjnych zabawek i dręczyciel kobiet (odc. 72)
- 2013: Głęboka woda jako Henryk Budny
- 2012: Prawo Agaty (serial TV) jako mecenas Jacek Różycki (odc. 27)
- 2011: Hotel 52 jako Kamil Gadomski (odc. 38)
- 2008-2014: Czas honoru (serial TV) jako Woźniak, współpracownik Ryszkowskiego, restaurator, kapuś Larsa Rainera
- 2008: Włatcy móch jako sprzedawca pączków (głos) (odc. 48)
- 2008: Pierwsza miłość (serial TV) jako Maciej Woźniak, Kapłan Guru
- 2006: Hela w opałach (serial TV) jako Leszek Polak
- 2005: Barbórka (z cyklu Święta polskie) jako Markus
- 2005: Biuro kryminalne (serial TV) jako Adam Duczyński (odc. 5)
- 2004: Pierwsza miłość (serial TV) jako doktor Kaczkowski, lekarz Jakuba Szwajewskiego, wynajęty przez jego matkę Ewę
- 2004: Kryminalni (serial TV) jako sprzedawca w sklepie fotograficznym (odcinek 13 pt. Reporterzy)
- 2004: Dziki (serial TV) jako weterynarz
- 2003: Na Wspólnej (serial TV) jako szef wytwórni
- 2003: Na dobre i na złe (serial TV) jako Adam (odcinek 157 pt. Ekstremalny sprawdzian)
- 2002: Lokatorzy (serial TV) jako psychiatra doktor Niebiański (odc. 72 pt. Tajemnica sukcesu, odc. 91 pt. Źródło wszelkiego zła)
- 2001–2003: M jak miłość (serial TV) jako Jacek (lub Łukasz; w różnych odcinkach padają różne imiona bohatera) Walat „Bankrut”, człowiek „Złotego” (odc. 40, 41, 46, 49, 51, 54 57, 60, 85 – w odcinku 41 nie występuje w czołówce; w odcinku 40 w rzeczywistości nie wystąpił)
- 2000: Nie ma zmiłuj jako Michalski, właściciel sklepu monopolowego
- 1999: Świat według Kiepskich (serial TV) jako dziennikarz (odc. 14 pt. Właściciele)
- 1998: Życie jak poker jako mecenas Leśnicki
- 1997: Zaklęta (serial TV) jako Bartek
- 1997: Marion du Faouët, chef de voleurs (serial TV) jako Corentin
- 1996: Deszczowy żołnierz jako strażnik
- 1995: … nächste Woche ist Frieden (serial TV) jako Madsen
- 1994: Cudowne miejsce jako Ściborek
- 1993: Jańcio Wodnik jako pastuch
- 1993: Magneto jako Zbynek

## Dyskografia
- 2004: Laureaci Przeglądu Piosenki Aktorskiej we Wrocławiu 1976-2003 vol. 1 – różni wykonawcy – piosenka pt. Następny (1994)/muz./sł. Jacques Brel / przekł. Wojciech Młynarski/ (wyd. Luna Music)
- 2001: Kronika 21. PPA Wrocław 2000 – różni wykonawcy – piosenka pt. Kawalerskie noce (K. Grześkowiak)
- 2000: Kolędy (wyd. Luna Music)
- 2000: Piosenki Kazimierza Grześkowiaka – piosenka pt. Kawalerskie noce
- 2000: Porwanie Dalmatyńczyków, Studio MIX we Wrocławiu (wyd. Luna Music) jako głos Kulfona
- 1998: Stare, nowe, najnowsze... duet z Konradem Imiela (wyd. Luna Music)
- 1998: Pierścień i Róża – piosenki z musicalu Teatru Polskiego we Wrocławiu (wyd. Luna Music)
- 1998: Przygody Tomka Sawyera – piosenki z musicalu Teatru Polskiego we Wrocławiu (wyd. Luna Music)
- 1997: Tribute to Sting (wyd. Luna Music)
- 1996: Syrena Elektro piosenki ze spektaklu, Studio K2 (wyd. Luna Music)